# Ružići (żupania primorsko-gorska)
Ružići – wieś w Chorwacji, w żupanii primorsko-gorskiej, w gminie Matulji. W 2011 roku liczyła 123 mieszkańców.